# Bryanston House

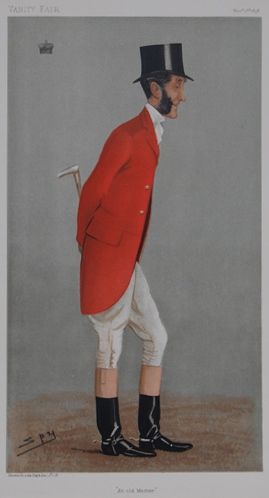
Lord William Henry Berkeley Portman, II Visconte Portman, ritratto in tenuta da caccia alla volpe nella caricatura di Leslie Ward, pubblicata sulla rivista Vanity Fair nel 1898

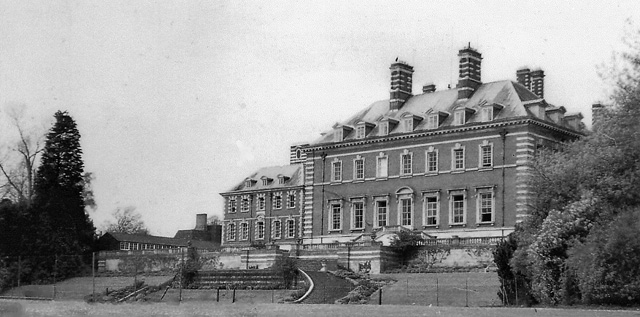
La dimora del II Visconte Portman

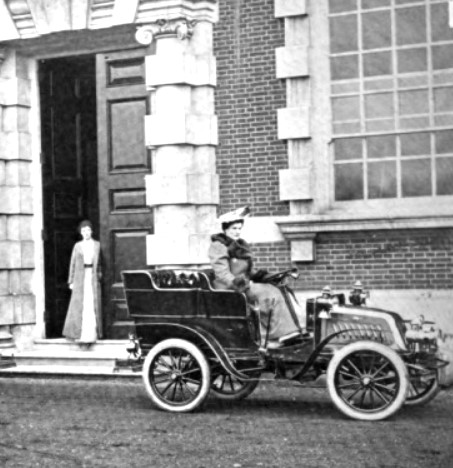
Miss Mary Isabel Portman, ultimogenita del II Visconte Portman, dinanzi all'ingresso di Bryanston House con la sua Clément car, in The Car Illustrated, 1903

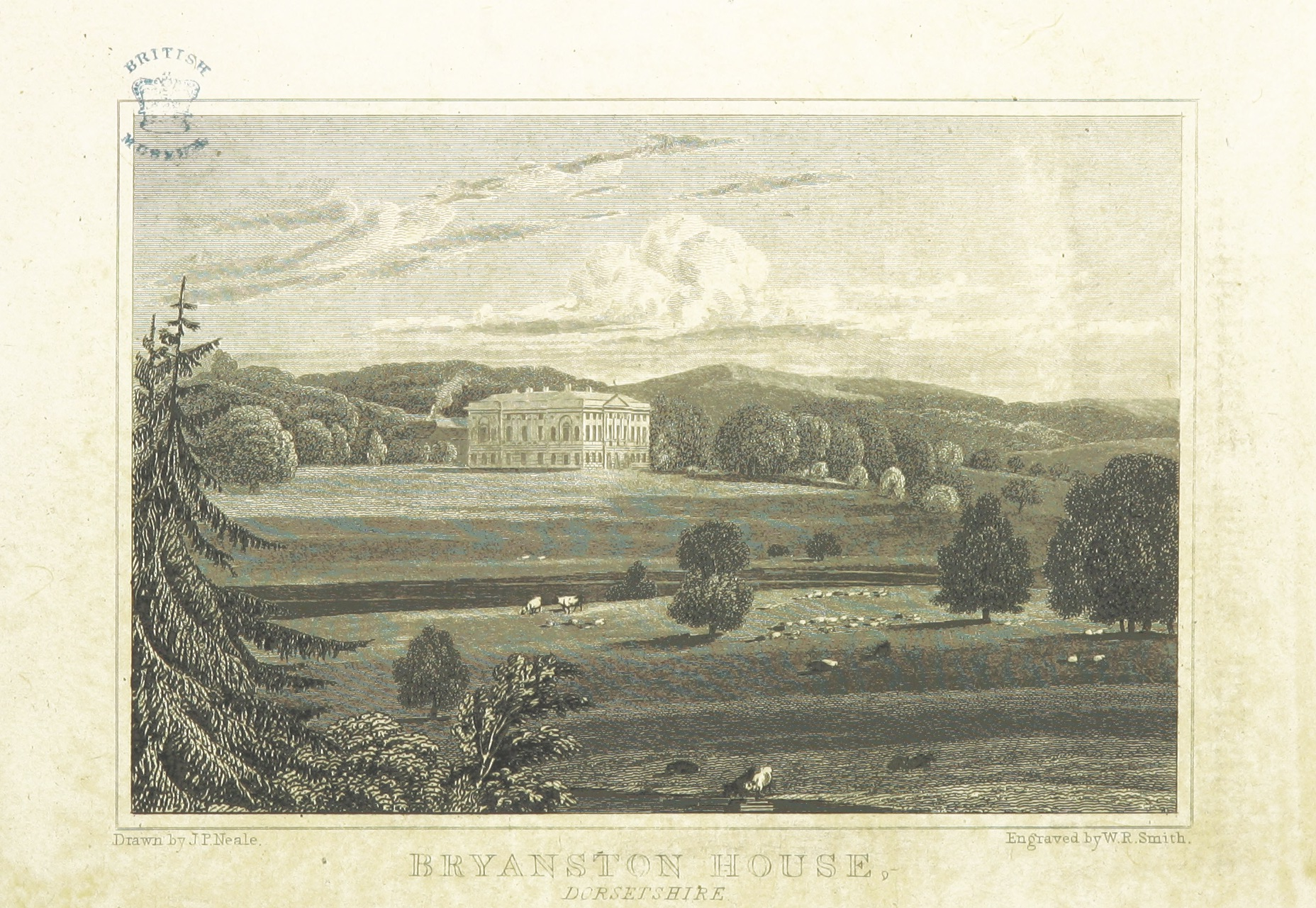
La prima Bryanston House

Bryanston House è una grande casa di campagna inglese sita nei pressi di Blandford Forum, nella contea del Dorset e fu la dimora del II Visconte Portman. Fu progettata, in stile neo-georgiano, dal noto architetto britannico di country house Richard Norman Shaw.

## Storia
Il possedimento dove sorge Bryanston House fu acquistato dalla famiglia di Lord Portman dagli eredi della famiglia Rogers, che si era stabilita in quei luoghi da oltre due secoli. L'originaria dimora fu demolita nel 1778; la residenza che la sostituì, ricostruita in pietra da taglio, fu progettata da James Wyatt. L'abitazione, situata a nord di Blandford, era posizionata su un terreno in salita in un parco ricco di boschi, con il fiume Stour e la chiesetta parrocchiale dedicata a San Martino nelle vicinanze. Questa fu la dimora del I Lord Portman fino alla sua morte avvenuta nel 1888, all'età di 89 anni.
Suo figlio William Henry Berkeley, fino alla morte del padre, aveva invece vissuto a Knighton House, nella vicina Durweston, una residenza di campagna con relativa fattoria appartenente alla famiglia Portman già dal secolo precedente e ampliata nel 1857 dopo la nascita del primogenito di William Henry.
Dopo la morte del genitore, William Henry Berkeley ereditò il titolo di II Visconte Portman, e decise di lasciare la residenza di Knighton House e di non trasferirsi comunque in quella paterna, assecondando invece l'idea di costruire una nuova dimora al posto di quest'ultima. La dipartita del I Lord Portman coincise con il rinnovo di molti dei contratti di locazione sulle proprietà della famiglia a Londra; ciò favorì un massiccio aumento delle entrate dagli affitti generando per Lord Portman circa 100000 £ all'anno di reddito.

### La costruzione della nuova Bryanston House
Con questo denaro nel 1888 il II Visconte Portman commissionò a Richard Norman Shaw, uno dei più grandi architetti britannici noto per le sue case di campagna, la progettazione di una lussuosa costruzione secondo lo stile classico neo-georgiano, che fu realizzata tra il 1889 e il 1894 su un possedimento che si estendeva su 400 ac di superficie (1,6 km²), poco distante dalla vecchia Bryanston House, che fu demolita. Con le sue pietre Lord Portman fece poi costruire, in prossimità di dove sorgeva la casa paterna, una nuova chiesa consacrata a San Martino.
A distanza di pochi anni dal compimento della costruzione, con l'arrivo del nuovo secolo e la diffusione tra i benestanti delle prime automobili, Lord Portman fece realizzare nel 1899 in aggiunta all'edificio per sua figlia minore Mary Isabel, a cui aveva comprato due macchine a motore, un garage di mattoni a tetto piatto con due porte d'accesso, ubicato al di fuori del cortile della stalla del palazzo. In questa dimora Mary Isabel, dopo la morte della madre, ebbe un ruolo vitale nel sostenere l'anziano padre nella conduzione della casa occupandosi della gestione dei trenta domestici che vi prestavano servizio.
Questa fu la residenza di campagna della famiglia Portman per poco meno di trent'anni. Lord Portman fu l'unico lord ad abitarvi. Durante questo periodo Bryanston House è stato luogo abituale sia di raduno di cacciatori e segugi per le partenze delle battute di caccia alla volpe, di cui Lord Portman era promotore essendo uno dei più noti ed esperti maestri di caccia, che luogo di rinfreschi al termine degli svaghi venatori e di ritrovo per incontri sociali tra nobili e aristocratici.

### La precedente residenza di Knighton House
A seguito del trasferimento di Lord Portman nella nuova dimora di Bryanston House, la precedente residenza di Knighton House venne abitata, dal 1893, dalla seconda figlia Susan Alice che qui allevò la sua numerosa famiglia di sette figli. Anche la vedova di Lord Portman, dopo la dipartita del marito nel 1919, si trasferì l'anno dopo a vivere a Knighton House fino alla sua morte avvenuta nel 1939. L'anno successivo il settimo figlio di Lord Portman, Seymour Berkeley Portman (il VI Visconte Portman), venne anche lui a risiedere a Knighton House fino al suo decesso nel 1946. Per oltre un anno la casa rimase vuota e nel 1948 alla morte di Gerald (il VII Visconte Portman), ultimo discendente rimasto del II Visconte Portman, suo figlio Gerald William, divenuto l'VIII Visconte Portman, si trasferì con la moglie ad abitare a Knighton House. La coppia, che non aveva figli, rimase nella dimora per poco meno di due anni fin quando la proprietà venne acquisita nel 1950 dalla Crown Estate come pagamento parziale delle consistenti imposte di successione degli eredi Portman e l'immobile divenne un college femminile.

### Il destino di Bryanston House dopo la morte di Lord Portman
Nell'ottobre del 1919, all'età di 90 anni, Lord Portman mori e dopo pochi anni, nel gennaio del 1923, venne a mancare anche il figlio ed erede Henry (il III Visconte Portman) e, così, il fratello Claud (il IV Visconte Portman) decise di chiudere la residenza di Bryanston House considerato che era divenuto anacronistico e antieconomico anche per una famiglia aristocratica occupare una casa su tale scala. Alla fine della prima guerra mondiale il mondo dell'aristocrazia edoardiana era cambiato e, sebbene i Portman fossero ancora estremamente ricchi, accadde che nell'arco di poco meno di trent'anni vi furono in famiglia sei decessi che paralizzarono gli eredi Portman nel pagamento di considerevoli imposte di successione (introdotte nel paese dal 1894) che questa proprietà non era in grado di farvi fronte.
Nel 1925 i contenuti della residenza di Bryanston House furono messi all'asta in una vendita che durò 14 giorni, mentre l'edificio rimase vuoto fino al 1927, fino a quando venne venduto insieme a una serie di cottage per 35000 £ e attribuito alla fondazione della Bryanston School. Buona parte delle tenute di Portman nel Somerset e nel Dorset furono gradualmente vendute per pagare le ingenti imposte di successione e le tasse sulle proprietà di Londra.
Nel gennaio del 1928 Bryanston House divenne sede della Bryanston School uno dei principali e rinomati istituti privati della Gran Bretagna; la proprietà della Bryanston Estate (ex tenute di Lord Portman) è stata posseduta dalla corona fino al 2015, quando è stata acquistata da una società britannica detenuta per conto del visconte Rothermere e di suo figlio, l'On Vere Harmsworth.

## Architettura
La nuova Bryanston House, una delle più grandi case di campagna inglesi costruite in tempi moderni da membri dell'aristocrazia britannica, è costituita da un grande blocco centrale, ispirato a Coleshill House nel Berkshire, congiunto ai rispettivi lati da due ulteriori corpi arretrati a forma di L, che riprende come modello anche per la disposizione dei giardini lo Chateau de Menars, nella valle della Loira, e lo Chateau de Vaux-le-Vicomte, di cui l'architetto Shaw era rimasto particolarmente attratto durante i suoi soggiorni in Francia nelle estati del 1888 e 1889
Il palazzo in mattoni rossi e inserti di pietra di Portland di calcare bianco presenta al centro del suo blocco principale, di forma quadrata, una chiostrina interna che, al disotto del piano mansarde, è chiusa da una cupola di vetro che da luce all'atrio nel mezzo del grande corridoio principale che attraversa l'edificio. Il modello di casa di campagna per famiglie più prodotto da Richard Norman Shaw nell'ultimo decennio del XIX secolo è basato su un ingegnoso spazio aperto, detto Great Hall o sitting hall, situato dopo l'ingresso, da cui partono le scale che portano ai piani superiori. Nel complesso la residenza si articola su due piani principali decorati internamente con pregiati stucchi, una mansarda con finestre ad abbaino che alternano frontoni arrotondati e triangolari ed un piano seminterrato, mentre sul tetto nero spiovente sono presenti 22 comignoli per alimentare i tanti camini presenti nella dimora. L'edificio da un lato circonda su tre lati il grande piazzale, ove nel blocco centrale è posto il grande portone d'ingresso principale sormontato da un frontone arrotondato sovrapposto su due colonne di pietra e nella cui facciata vi sono nove finestre, mentre sulla parte opposta dello stesso si estende l'ampio giardino su due livelli con la fontana; sul fianco di un corpo laterale erano collocate le scuderie.